# 近接防御兵器

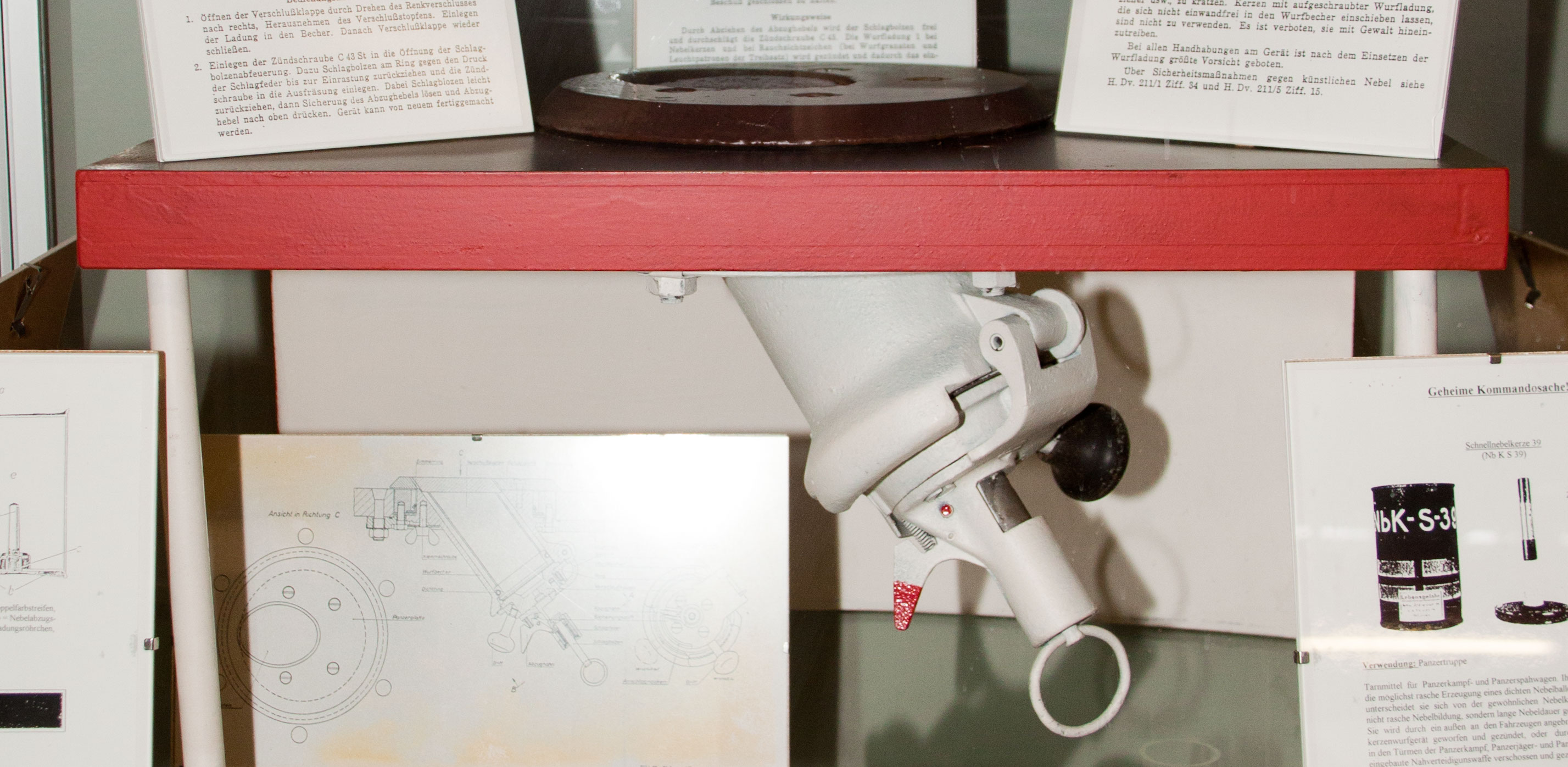
内装型の近接防御兵器、Nahverteidigungswaffe
（装備状態を示すカットモデル）

近接防御兵器（ドイツ語: Nahverteidigungswaffe、ナー・フェアタイディグンクス・ヴァッフェ）とは、第二次世界大戦時にドイツ軍によって開発された、装甲戦闘車輌に接近してきた敵兵に対し、煙幕弾他の弾頭を発射する装置である。

## 概要
最初のものは"Minenabwurfvorrichtung"(英語版)の名称で、3号戦車の一部車両やティーガーI重戦車の初期型に装備され、車体の四隅と車体中央左端に外装式に設置されていた。これは「爆雷投射装置（ドイツ語: Minenabwurfvorrichtung）」と呼ばれる単純な筒型の発射装置で、弾体にはSMi35“S-マイン”の信管を電気式としたものが用いられ、車内からの操作によって作動させた。
この装置は、車外に出なければ次弾の再装填ができない、戦闘によって容易に破損する、被弾等で誤作動すると自車の周囲に被害をもたらすため危険である、といった問題が指摘された。同様の構造の発煙弾発射機、および外装式発煙筒にも同じ問題が指摘されたため、これを受けて装甲車両の天井部に設置する内装型の発射装置である"Nahverteidigungswaffe"が開発され、大戦後期の戦車や突撃砲に装備された。
なお、過去の文献ではこの「Nahverteidigungswaffe」は「S-マイン発射器」とも呼ばれ、前述のSMi35及びその発展型を直接発射することが主眼の装備であると解説されていることがあるが、これはSchnellnebelkerze39煙幕弾とSMi35を混同したところから生じた誤解であり、Nahverteidigungswaffeから「S-マイン」自体を発射することは想定されていない。

## 構造
Nahverteidigungswaffeは砲身内径92mm、39度の固定角が付けられた後装式の発射装置で、発射器と旋回板で構成され、旋回板は発射筒ごと360度旋回させることができ、蝶ねじを用いて任意の方向で固定できた。
使用時には発射器下部の閉鎖機構を開けてSchnellnebelkerze 39（39式迅速煙幕筒）を装填、砲尾を閉鎖し、打撃機構をコッキングした後に引き金を引けば信管が打撃されて点火、射出される。また、発射器の閉鎖機構を開放した状態では信号拳銃改造の擲弾銃「ワルサーカンプピストル（Walther Kampfpistole）」を射撃する射撃孔として用いることも可能で、擲弾銃を用いて対人用擲弾他の弾頭を発射することができ、これにより擲弾発射器や信号弾発射器としても使用できた。
なお、発射孔から雨水が侵入することを防ぐため、また砲身内に異物が詰まることを防ぐため、砲身内径と同じ寸法の栓（"ドイツ語: Verschlußstopfen"（“閉塞栓”の意）と呼ばれる）が用意されており、これによって使用時以外には発射孔は塞がれていた。この栓については「装填前に砲尾側から抜き取った後に装置を使用した」とされているが、資料によっては「栓は外部から発射孔に被せるもので、戦闘前に外から抜き取るか、砲尾側から砲口側へ押し出して外した」と解説されており、「内挿式・外挿式の二種類の方式があった」「内部から、あるいは外部からどちらからでも外すことができた」と諸説ある。

## 装備車両

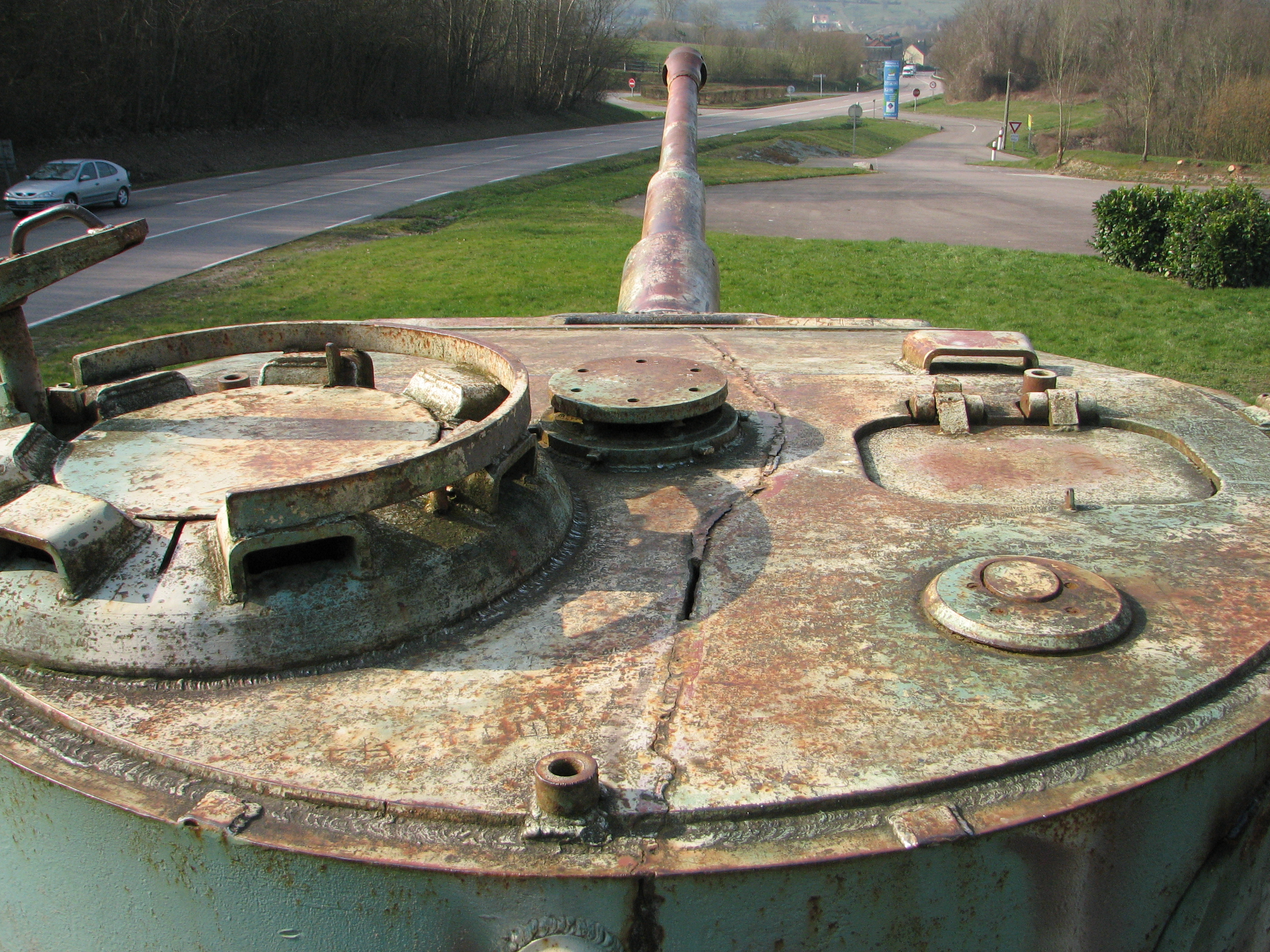
ティーガーI（後期型）の砲塔上面に装備されたNahverteidigungswaffe
（上面右側、装填手用ハッチ手前側の円形の部品）

Nahverteidigungswaffeは戦争後期に生産された、砲塔もしくは閉鎖式戦闘室を持つドイツ軍装甲戦闘車両の標準装備とされたが、生産の遅れから装備されないままの車両も多かった。未装備の車両には装着孔に円形の装甲板を当てて塞いでいるものが見受けられる。
- IV号戦車(J型のごくわずかに取り付けられたがすぐに廃止になった)
- III号突撃砲（G型以降）
- IV号駆逐戦車
- パンター（A型以降）
- ヤークトパンター
- ティーガーI
- ヤークトティーガー
- シュトゥルムティーガー
- ティーガーII
- マウス